# Mitsuaki Madono
Mitsuaki Madono (真殿 光昭 Madono Mitsuaki?) es un actor de voz (seiyū) que nació el 28 de julio de 1964 en la prefectura de Osaka, pero criado en la prefectura de Hiroshima. Mide 170 cm, y su tipo de sangre es B. Tiene una preferencia por tomar papeles de personajes algo guasones, si se podría decir. Aunque a veces uno que oculte una indisiosa naturaleza, por ejemplo: Emishi Haruki, Loki, Joker en Flame of Recca.

## Voces
- Angelique(anime) - Charlie
- Air Gear - Yoshitsune
- Bleach - Kon
- Bomberman B-Daman Bakugaiden - Kiirobon
- Busō Renkin - Koshaku Chono (Papillon)
- Code Geass: Lelouch of the Rebellion - Kaname Ohgi
- Demashita! Powerpuff Girls Z - Ace
- Eternal Sonata - Chopin
- Fate/Stay Night (Televisión) - Ryūdō Issei
- Final Fantasy Tactics Advance (radionovela) - Famfrit
- Flame of Recca - Joker
- Gantz - Hajime Muroto
- GetBackers - Emishi Haruki
- Go! Princess PreCure - Close
- Guyver the Bioboosted Armor (TV series) - Murakami Masaki
- Hajime no Ippo - Umezawa Masahiko
- High School Girls - Professor Odagiri
- InuYasha Kanketsu-hen - Byakuya
- Jang Geum's Dream - Jang Soo Ro
- Mana Khemia: Alchemists of Al-Revis - Toni Eisler
- MÄR (Task. 39) - Nanashi
- Nadesico - Ken Tenku (Gekigangar III), Sadaaki Munetaki
- One Piece - Scratchmen Apoo
- Ranma ½ película #1 (Big Trouble in Nekonron, China) - Daihakusaei
- Ranma ½ película #2 (Nihao My Concubine) - Toma
- Sailor Moon Crystal - Kenji Tsukino
- Saiunkoku Monogatari - Kou Reishin
- Sakura Diaries - Toma Inaba
- Samurai Deeper Kyo - Qinmei
- Shijō Saikyō no Deshi Kenichi - Siegfried
- Sorcerer Hunters - Marron Glace
- Tenchi Muyō! (OVA 2 y GXP) - Seiryo Tennan
- Tenjō Tenge - Shinobu Kagurazaka
- The King of Braves GaoGaiGar, The King of Braves GaoGaiGar Final - Soldat J/Pizza
- Planet Survival - Kaoru
- Valkyrie Profile y Valkyrie Profile: Lenneth - Loki
- The Vision of Escaflowne - Gatti
- X (manga) - Sorata Arisugawa
- YuYu Hakusho - Mitsunari Yanagisawa, Zeru, Kujo

### Película en animación
- Reyes de las olas (Mikey Abromowitz)

### Videojuegos
- Crash Nitro Kart (Nash)
- Dragon Ball Z: Burst Limit (Ten Shin Han)
- Eternal Sonata (Frédéric Chopin)

### Doblaje
- Band of Brothers (Donald Malarkey)
- Cousin Skeeter (Skeeter)
- La doctora Quinn (Matthew Cooper)
- Mighty Morphin Power Rangers (Billy Cranston)
- El Rey Escorpión (El ladrón de caballos, Arpid)

### Tokusatsu
- Gekisō Sentai Carranger - EE Musubinofu
- Ninpū Sentai Hurricaneger - Vamp-Iyan
- GōGō Sentai Bōkenger - Prometheus Stone
- Jūken Sentai Gekiranger - Shiyuu
- Engine Sentai Go-onger - Kitaneidas